# Yarmouth (Massachusetts)
Yarmouth ist eine Stadt im Barnstable County des US-Bundesstaates Massachusetts. Das U.S. Census Bureau hat bei der Volkszählung 2020 eine Einwohnerzahl von 25.023 ermittelt.

## Geographie
Yarmouth befindet sich auf Cape Cod an der Cape Cod Bay. Der U.S. Highway 6 verläuft durch die Stadt. Im Westen schließt sich der Verwaltungssitz (County Seat) Barnstable, im Osten Dennis unmittelbar an. Die nächstgelegene Großstadt Boston mit dem Logan International Airport befindet sich in einer Entfernung von ca. 100 Kilometern im Nordwesten.

## Geschichte

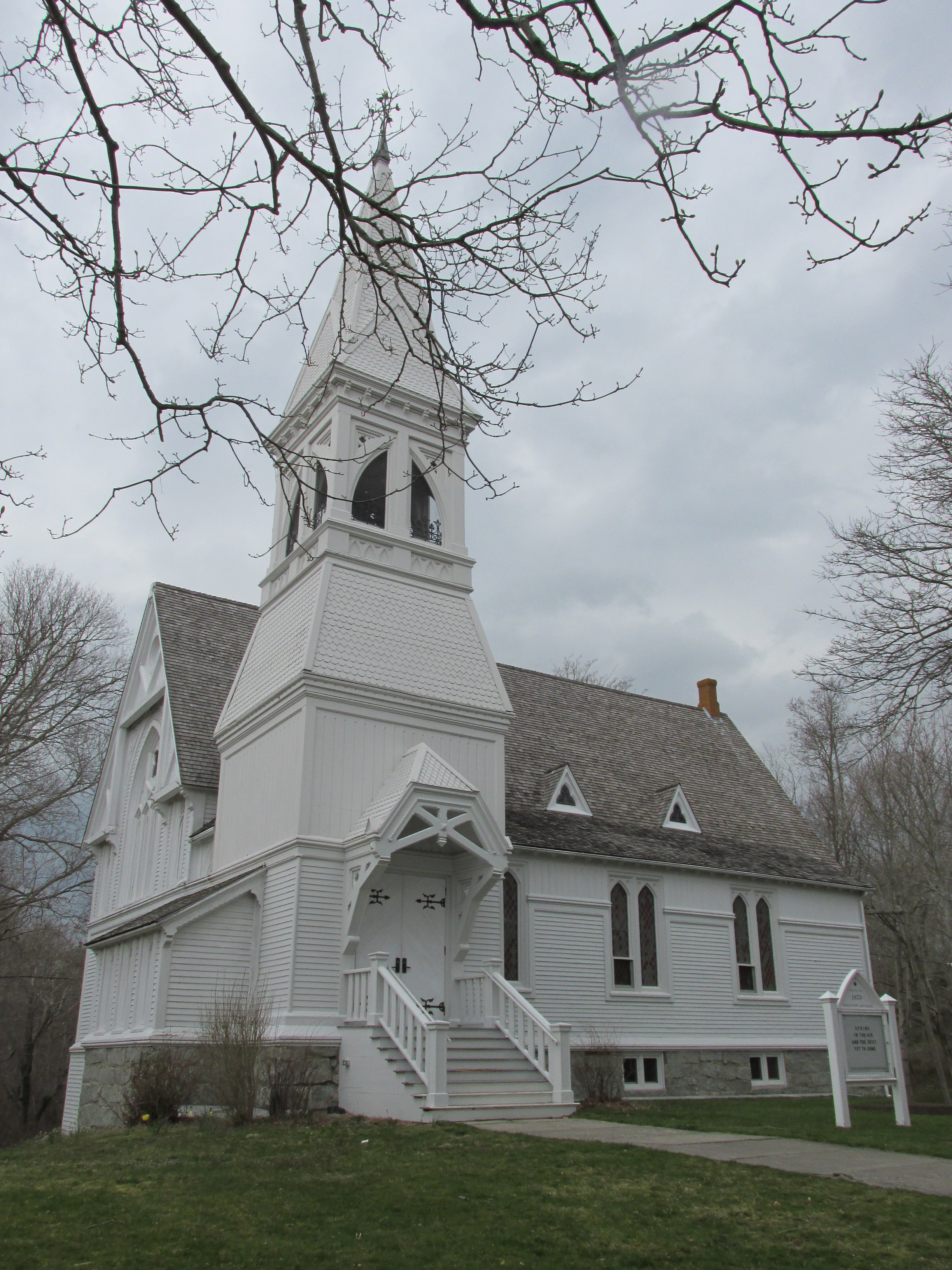
The New Church von 1870 im Northside Historic District

Ureinwohner der Gegend waren die Wampanoag-Indianer. Im Jahr 1638 hielt sich ein Teilnehmer der Mayflower kurzzeitig im Gebiet des heutigen Yarmouth auf, die Siedlung wurde jedoch erst 1639 von anderen europäischen Auswanderern gegründet und nach Great Yarmouth in Norfolk benannt. Hauptlebensgrundlage der Bewohner war zunächst die Land-, Forst- und Fischwirtschaft, später auch der Schiffs- und Straßenbau. In der zweiten Hälfte des 17. Jahrhunderts begannen die Indianer, Landflächen an europäische Bauern zu verkaufen, weshalb sich weitere Siedler dort niederließen.
Yarmouth beherbergt viele historisch wertvolle Gebäude. In der Liste der Einträge im National Register of Historic Places im Barnstable County sind verzeichnet: Northside Historic District, Bass River Historic District, Yarmouth Camp Ground Historic District, Thomas Bray Farm, Taylor-Bray Farm sowie die Baxter Mill.
Nach der Wahl von John F. Kennedy zum Präsidenten der Vereinigten Staaten von Amerika erlangte der Ort aufgrund seiner Nähe zum Dorf Hyannis, in dessen Stadtviertel Hyannis Port die Kennedys Wohnhäuser besitzen und sich dort oft aufhalten, ab den 1960er Jahren erhöhte touristische Aufmerksamkeit. Als Teil der Cape Cod National Seashore ist Yarmouth als Reiseziel mit einer Kombination aus landschaftlicher Schönheit und gut erhaltenen historischen Sehenswürdigkeiten für Besucher aus aller Welt auch weiterhin sehr attraktiv.

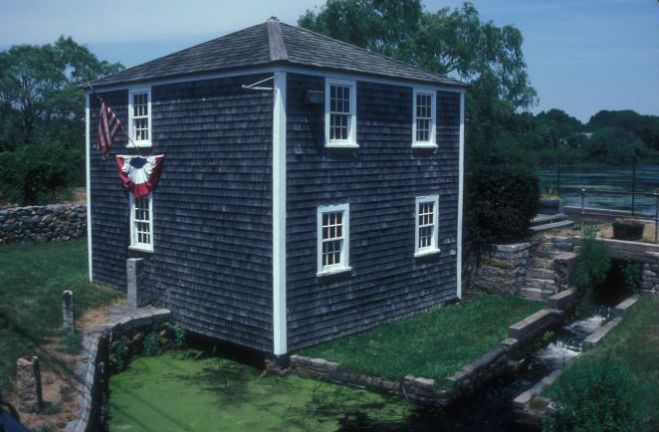
Baxter Mill
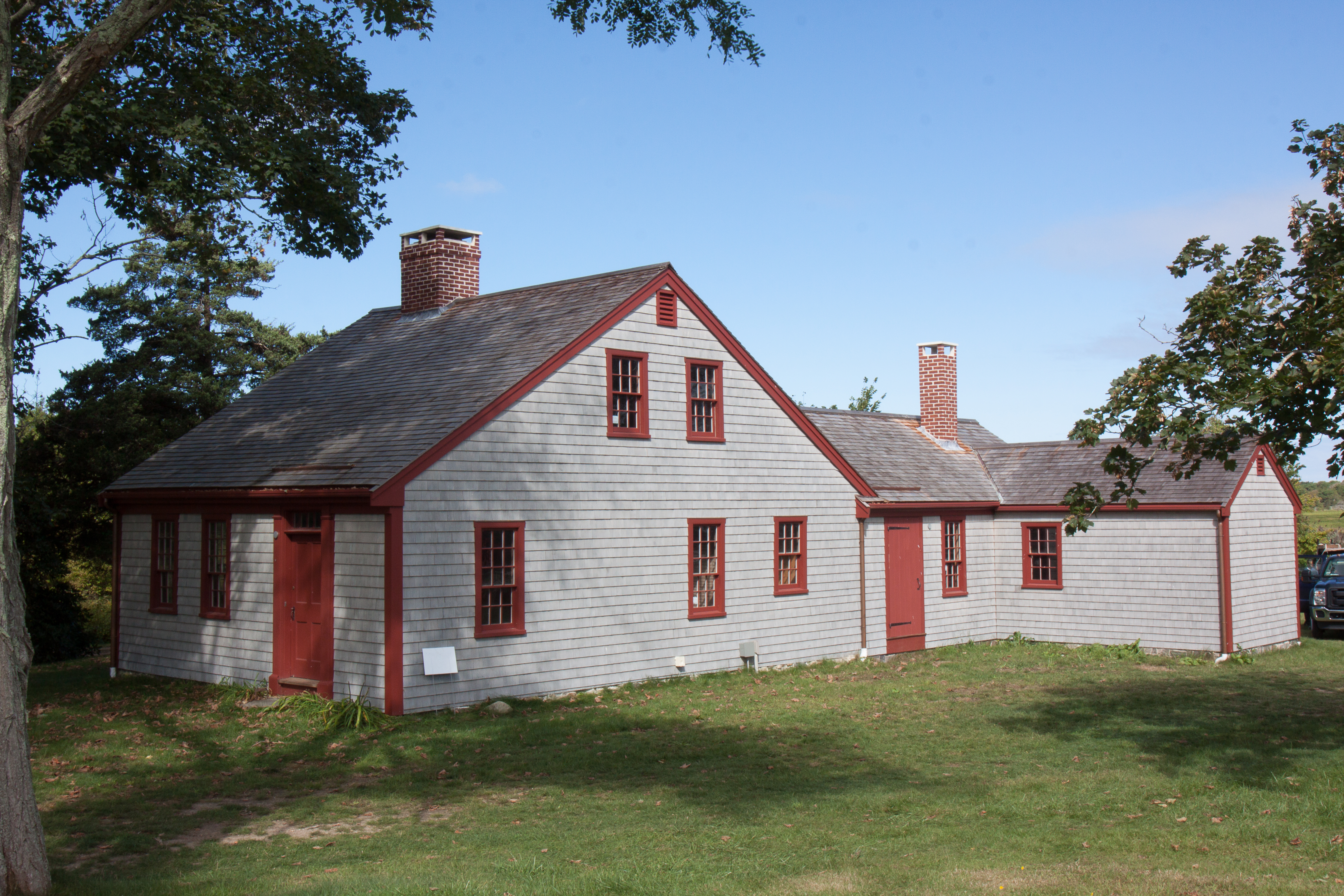
Taylor-Bray Farm
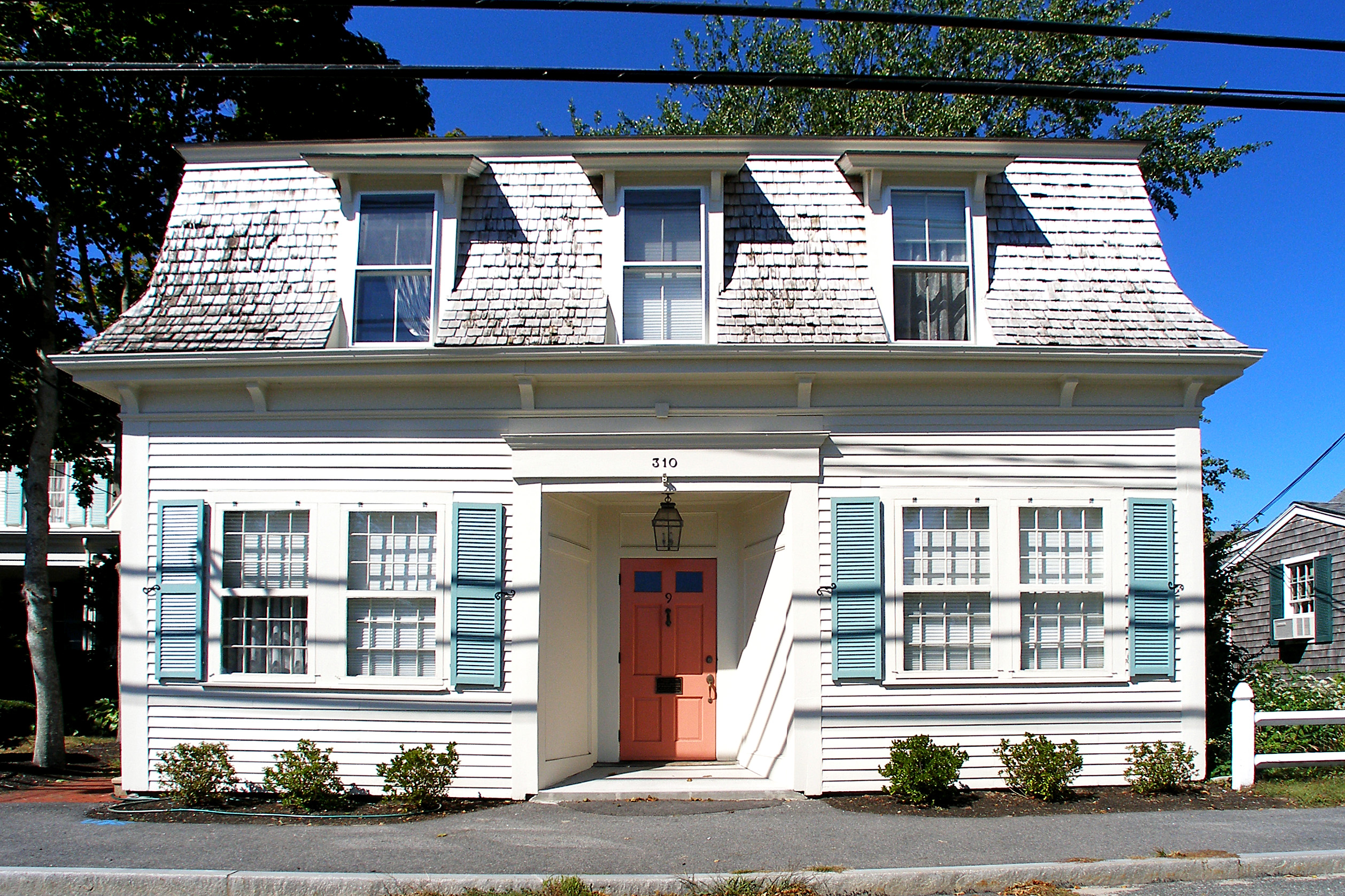
Bass River Historic District
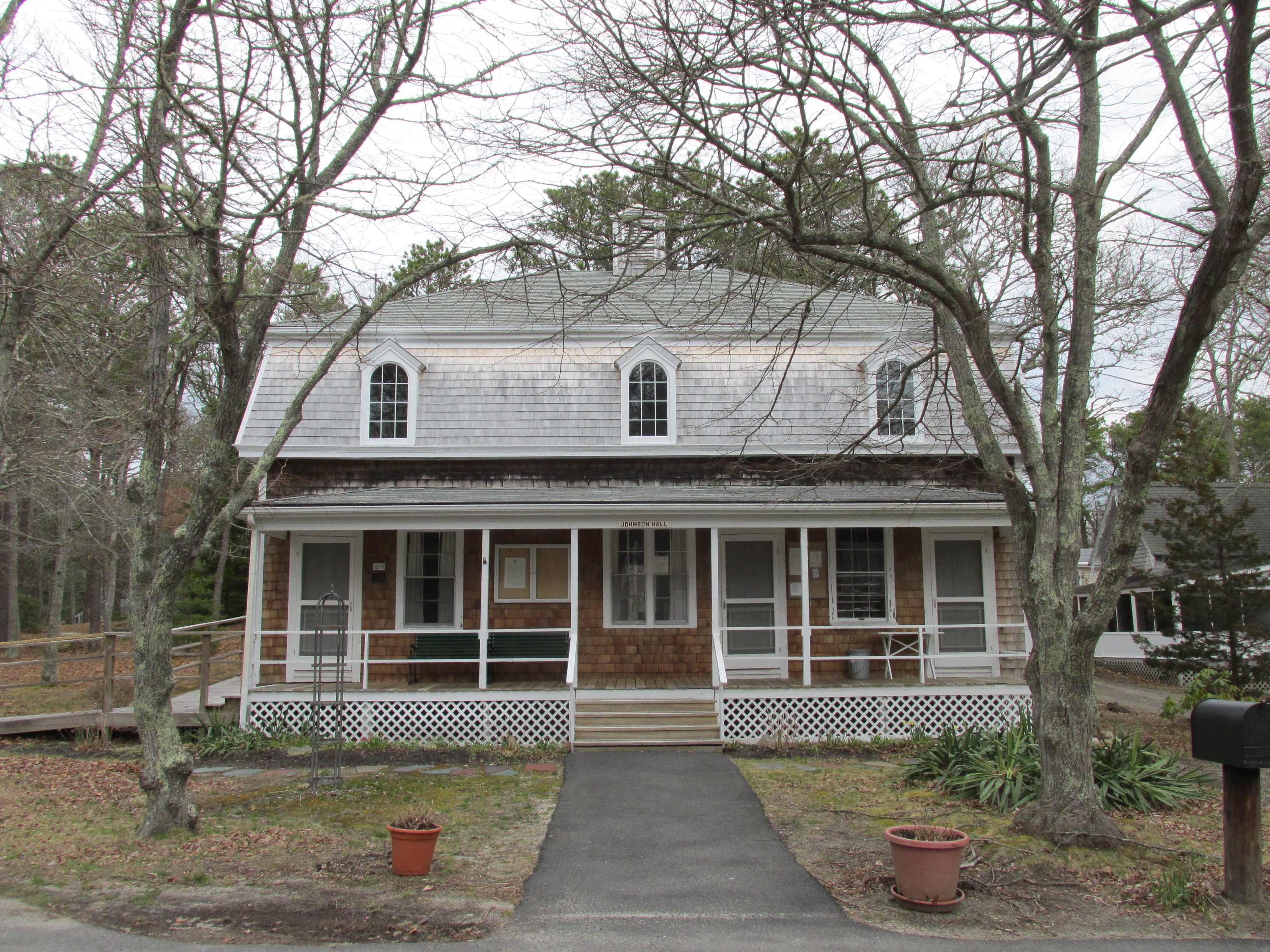
Camp Ground Historic District

## Demografische Daten
Im Jahr 2010 wurde eine Einwohnerzahl von 23.793 Personen ermittelt, was eine Abnahme um 4,1 % gegenüber dem Jahr 2000 bedeutet. Das Durchschnittsalter lag zu diesem Zeitpunkt mit 51,4 Jahren deutlich oberhalb des Wertes von Massachusetts, der 39,2 Jahre betrug. 23,3 % der heutigen Bewohner gehen auf Einwanderer aus Irland zurück. Weitere maßgebliche Zuwanderungsgruppen während der Anfänge des Ortes kamen zu 16,6 % aus England, zu 9,2 % aus Italien, zu 7,2 % aus Deutschland und zu 5,1 % aus Frankreich.

## Söhne und Töchter der Stadt
- George Thatcher (1754–1824), Politiker